# Rilakkuma và Kaoru
Rilakkuma và Kaoru (リラックマとカオルさん Rirakkuma to Kaoru-san) là phim hoạt hình stop-motion ra mắt năm 2019, được sản xuất bởi Dwarf Studio hợp tác với San-X và phát sóng trên Netflix từ ngày 19 tháng 4 năm 2019.

## Nhân vật
Rilakkuma (リラックマ Rirakkuma)
Một cậu gấu nâu mềm, giống như thú nhồi bông có sở thích chủ yếu là ngủ và ăn. Một ngày nọ, cậu xuất hiện trước căn hộ của Kaoru và bắt đầu sống với cô.
Korilakkuma (コリラックマ Korirakkuma)
Một cô gấu trắng nhỏ như thú nhồi bông và là bạn thân của Rilakkuma. Cô ấy cũng xuất hiện ở cửa trước nhà Kaoru và cũng bắt đầu sống với cô ấy.
Kiiroitori (キイロイトリ Kiiroitori)
Con thú cưng gà vàng của Kaoru. Thay vì ngủ và ăn như Rilakkuma, Kiioritori có bản tính chăm chỉ và yêu thích việc dọn dẹp
Kaoru (カオルさん Kaoru-san)
Lồng tiếng bởi: Tabe Mikako  (tiếng Nhật), Lana Condor (tiếng Anh)
Một nữ văn phòng sống cùng Rilakkuma, Korilakkuma và Kiiroitori.
Hayate (ハヤテくん Hayate-kun)
Lồng tiếng bởi: Yamada Takayuki  (tiếng Nhật), Chris Hackney (tiếng Anh)
Một người giao hàng, là anh họ của Tokio và là người Kaoru phải lòng.
Tokio (トキオ Tokio)
Lồng tiếng bởi: Matsumoto Souki  (tiếng Nhật), Veronica Taylor (tiếng Anh)
Một cậu bé cô đơn sống trong khu chung cư của Kaoru.
Sayu (サユ Sayu)
Lồng tiếng bởi: Kanazawa Mai  (tiếng Nhật), Melissa Fahn (tiếng Anh)
Một trong những đồng nghiệp của Kaoru.

## Sản xuất
Cú hích đầu tiên được ra đời bởi các đại diện Tokyo tại Netflix vào năm 2016. Một loạt phim hoạt hình stop-motion cho nhân vật Rilakkuma của San-X được công bố vào năm 2017 và ban đầu được dự kiến phát hành vào năm 2018.
Đạo diễn Kobayashi Masahito lấy cảm hứng từ các bộ phim của Wes Anderson, như The Fantastic Mr. Fox và Isle of Dogs. Kaoru, người đã xuất hiện như một hình bóng trong loạt truyện tranh Rilakkuma, đã được xuất hiện và được phác hoạ tính cách từ những thành viên nhân viên nữ  Thành phố hư cấu trong phim diễn ra ở Ogigaya, là sự kết hợp của Ogikubo và khu phố Asagaya ở Tokyo. 10 sân khấu riêng biệt đã được xây dựng. Mỗi ngày, các nhân viên sẽ đồng thời quay 10 giây cho một cảnh phim.
Năm 2018, Netflix đã thông báo phim sẽ được phát hành vào ngày 19 tháng 4 năm 2019 và ngôi sao Tabe Mikako lồng tiếng cho Kaoru. Các nhân vật gốc được thiết kế cho sê-ri, Tokio, Hayate và Sayu, được giới thiệu vào ngày 27 tháng 3 năm 2019. Ngoài cạnh vai Hayate, Yamada Takayuki cũng lồng tiếng cho một số vai nhỏ khác trong loạt phim, bao gồm người đàn ông xay đá bào trong tập 4, người đàn ông trong bộ phim kinh dị Yuriko, chủ nhà của Kaoru, ông chủ của Kaoru, ngư dân trong tập 8, nhiếp ảnh gia trong tập 10 và người ngoài hành tinh trong tập 11.

## Tập phim
| No. | Tên             | Đạo diễn           | Biên kịch     | Ngày phát sóng      |
| --- | --------------- | ------------------ | ------------- | ------------------- |
| 1 | "Hoa anh đào"   | Kobayashi Masahito | Ogigami Naoko | 19 tháng 4 năm 2019 |
| Vào tháng 4, Kaoru chuẩn bị cho lễ ngắm hoa anh đào hanami với nhóm bạn của mình từ thời đại học, nhưng rồi không ai trong số họ có thể tham dự khiến Kaoru cảm thấy bị bỏ rơi. Rilakkuma, Korilakkuma và Kiiroitori dẫn cô ấy đi xem vào ban đêm. |                 |                    |               |                     |
| 2 | "Bắt cóc"       | Kobayashi Masahito | Ogigami Naoko | 19 tháng 4 năm 2019 |
| Vào tháng 5, Kaoru bị quấy rối bởi những tin nhắn nặc danh và Rilakkuma bị bắt cóc. Kaoru phát hiện ra thủ phạm là Tokio, một cậu bé cô đơn sống trong khu chung cư của cô. Kaoru tha thứ cho cậu bé và mời cậu bé giúp treo lồng đèn cá chép koinobori. |                 |                    |               |                     |
| 3 | "Mùa mưa"       | Kobayashi Masahito | Ogigami Naoko | 19 tháng 4 năm 2019 |
| Vào tháng 6, Kaoru tình cờ nghe được đồng nghiệp của mình nói rằng rằng cô ấy quá nghiêm túc đối với hẹn hò nhóm. Mưa lớn khiến nấm mọc trong nhà và cô ấy coi việc ăn chúng để thay đổi tính cách. |                 |                    |               |                     |
| 4 | "Pháo hoa"      | Kobayashi Masahito | Ogigami Naoko | 19 tháng 4 năm 2019 |
| Vào tháng 7, Kaoru tham dự lễ hội mùa hè, nhưng nhận ra rằng cô không thể lựa chọn một sở thích. Rilakkuma cho thấy cô được phép chọn cả hai lựa chọn. |                 |                    |               |                     |
| 5 | "Ma nữ"         | Kobayashi Masahito | Ogigami Naoko | 19 tháng 4 năm 2019 |
| Vào tháng 8, mùa bão đến gần và một ma nữ học sinh đến thăm căn hộ của Kaoru. Kaoru đưa ra lời khuyên để cô có thể siêu thoát. |                 |                    |               |                     |
| 6 | "Bói toán"      | Kobayashi Masahito | Ogigami Naoko | 19 tháng 4 năm 2019 |
| Vào tháng 9, Kaoru trở nên lo lắng về vận may của mình và bắt đầu mua những món đồ mà cô tin rằng sẽ cải thiện vận may của mình, điều này gây ra căng thẳng giữa cô và những người bạn thú cưng của mình. Sau khi phát hiện ra thầy bói là một kẻ lừa đảo, Kaoru xin lỗi và nhận ra rằng sau tất cả cô ấy thật may mắn.                                                                   |                 |                    |               |                     |
| 7 | "Giảm cân"      | Kobayashi Masahito | Ogigami Naoko | 19 tháng 4 năm 2019 |
| Vào tháng 10, Kaoru và Rilakkuma tăng cân, khiến Kaoru phải mua thiết bị tập thể dục. Sau khi phát hiện ra Hayate giao các gói hàng của mình, cô bắt đầu mua thêm thiết bị để có cơ hội gặp anh ta, khiến hóa đơn của cô tăng vọt. Cuối cùng, Kaoru và Rilakkuma giảm cân vì ăn uống đạm bạc.                                                                                             |                 |                    |               |                     |
| 8 | "Nhận việc"     | Kobayashi Masahito | Ogigami Naoko | 19 tháng 4 năm 2019 |
| Vào tháng 11, Kaoru trở nên lo lắng về tiền bạc khi phần thưởng mùa đông của cô bị cắt giảm 10% và cô được thông báo rằng khu chung cư sẽ bị phá hủy vào năm tới. Rilakkuma, Korilakkuma và Kiiroitori xin việc làm để giúp đỡ, nhưng Rilakkuma bị sa thải khỏi tất cả công việc. Kaoru xin lỗi vì đã khiến họ lo lắng và không chấp nhận tiền của họ, nói rằng chủ nhà sẽ đền bù cho họ. |                 |                    |               |                     |
| 9 | "Người tuyết"   | Kobayashi Masahito | Ogigami Naoko | 19 tháng 4 năm 2019 |
| Vào tháng 12, Korilakkuma và Kiiroitori làm người tuyết. Rilakkuma bị ốm và có một giấc mơ nơi cậu chơi với những người tuyết vào ban đêm. |                 |                    |               |                     |
| 10 | "Hawaii"        | Kobayashi Masahito | Ogigami Naoko | 19 tháng 4 năm 2019 |
| Vào tháng 1, Rilakkuma và bạn bè đã dựng một bữa tiệc ở Hawaii cho Kaoru, nhưng Kaoru nói với họ rằng cô thà đi Hawaii cùng với chồng tương lai. Màn trình diễn của họ được lan truyền trên Internet và họ được mời biểu diễn ở Hawaii, nhưng họ quyết định dẫn Tokio đi cùng thay vì Kaoru.                                                                                              |                 |                    |               |                     |
| 11 | "Đêm không ngủ" | Kobayashi Masahito | Ogigami Naoko | 19 tháng 4 năm 2019 |
| Tháng hai, Korilakkuma cố gắng liên lạc với người ngoài hành tinh và gặp người ngoài hành tinh như đang trong mơ. |                 |                    |               |                     |
| 12 | "Ngày đầu tiên" | Kobayashi Masahito | Ogigami Naoko | 19 tháng 4 năm 2019 |
| Vào tháng 3, Kaoru hồi tưởng về lần đầu tiên Rilakkuma và Korilakkuma xuất hiện trước căn hộ của cô một năm trước. |                 |                    |               |                     |
| 13 | "Moving Out"    | Kobayashi Masahito | Ogigami Naoko | 19 tháng 4 năm 2019 |
| Vào tháng Tư, Kaoru, Rilakkuma, Korilakkuma và Kiiroitori dọn dẹp và rời khỏi căn hộ của họ, hồi tưởng về năm vừa qua họ đã dành cho nhau. |                 |                    |               |                     |

## Tiếp nhận
Petrana Radulovic từ  Polygon  đã khen bộ phim này là đáng yêu và sự gắn kết của "tính cách bất thường" với cuộc đấu tranh nội tâm của Kaoru với cuộc sống trưởng thành của cô ấy
 James Whitbrook từ  io9  đã mô tả bộ phim là "một bức thư tình gửi tới ao ước trốn thoát", chú ý rằng thông điệp của bộ phim rằng, đôi khi, những hành động nhỏ để thoát khỏi cuộc sống hàng ngày là cần thiết.
  Anime News Network  khen ngợi hoạt hình và chủ đề của nó, nhưng đề cập rằng sự khám phá và cách giải quyết đối với những rắc rối của Kaoru không được đề cập rõ ràng.